# جنینگز (ویسکانسین)
جنینگز (به انگلیسی: Jennings) یک منطقهٔ مسکونی در ایالات متحده آمریکا است که در شهرستان اونیدا، ویسکانسین واقع شده‌است. جنینگز ۴۹۱٫۹۵ متر بالاتر از سطح دریا قرار دارد.